# Pedro Álvarez de las Asturias
Pedro Álvarez de les Astúries (m. Valladolid, 1286), aristòcrata astur del segle XIII, ric hombre de Castella i majordom major de Sanç IV de Castella.

## Relacions familiars
Pedro era fill de Alvar Díaz de les Astúries, també conegut com Alvar Díaz de Noreña, ric home i important magnat asturià, tinent aSiero, Nava, Aguilar, i altres llocs, un dels més important membres de la Casa de Nava de la seva generació. La seva mare va ser Teresa Pérez Girón,[3] filla de Pedro Rodríguez Girón i de la seva esposa Sancha Pérez de Lumiares, filla del noble portuguès Pedro Alfonso Viegas de Ribadouro[4] i de Urraca Alfonso, filla il·legítima del rei Alfons I de Portugal.
Els seus avis paterns van ser Ordoño Álvarez de Noreña i Elvira García de Bragança, filla del noble portuguès García Pérez de Bragança i de la seva esposa Gotiña Suárez de Tougues. Pedro va tenir tres germans: Alfonso, Major, esposa de Diego Gómez de Castañeda, i el cardenal Ordoño Álvarez.

## Vida
Va ser merino de l'avançat major del Regne de Lleó. A partir de l'enfrontament entre Alfons X i el seu fill, el futur Sancho IV, va aconseguir un gran ascens social. Va fer costat a Sancho, qui ja com a rei li va recompensar amb diversos oficis palatins i el va nomenar el seu majordom major. A més, al 1285, el rei va donar a Pedro la vila de Tiedra i la seva torre així com el del patrimoni reial de Villavellid, Pobladura i Castromembibre «amb la martiniega, yantar i altres drets reals d'aquests llocs» que posteriorment van ser heretats per la seva filla Teresa i després pel fill de Teresa i el seu marit, Tello Alfonso de Meneses.
A la seva mort, va rebre sepultura en el convent de San Francisco a Valladolid.

## Matrimoni i descendència
Es va casar amb Sancha Rodríguez de Lara, filla de Rodrigo Álvarez de Lara —fill il·legítim d'Álvaro Núñez de Lara i de Teresa Gil de Osorno— i de Sancha Díez de Cifuentes, filla de Diego Froilaz i de la seva esposa Aldonza Martínez de Silva, qui abans del seu matrimoni va ser amant d'Alfons IX de Lleó de qui va tenir descendència. D'aquest matrimoni van néixer:
- Pedro Álvarez de les Astúries, mort abans del 6 de febrer de 1298 i soterrat en el monestir de Sant Bartolomé de Nava;
- Rodrigo Álvarez de les Astúries, a causa de la primerenca mort del seu germà Pedro, va succeir al seu pare «en tots els seus drets i béns». Es va manar a enterrar en el monestir de Sant Vicent d'Oviedo;
- Teresa Álvarez de les Astúries, casada amb Alfonso Téllez, fill de l'infant Alfons de Molina i germà de la reina María de Molina, va heretar del seu pare la vila de Tiedra.[3]